# Bennie Muller
Bennie Muller (14. kolovoza 1938. – ?, 17. siječnja 2024.) bio je nizozemski profesionalni nogometaš i reprezentativac koji je igrao na poziciji veznog igrača. 
Rođen je u židovskoj četvrti u Amsterdamu. Oko 200 članova njegove širi obitelji ubijeno je u Holokaustu.

## Nogometna karijera
Igrao je za nizozemski nogometni klub Ajax.
Ostvario je 43 nastupa za nizozemsku nogometnu reprezentaciju za koju je postigao dva pogotka.

## Osobni život
Bio je jedan od ukupno pet Židova koji su igrali za Ajax – ostali su Eddy Hamel, Johnny Roeg, Sjaak Swart i Daniël de Ridder.
Oženio se je 27. rujna 1961. Ima kćer Petru i sina Dannyja koji je također profesionalni nogometaš. Nakon nogometne karijere bio je vlasnik trgovine duhanskih proizvoda u blizini amsterdamskog glavnog željezničkog kolodvora.